# خريستو كوليف
خريستو كوليف (بالبلغارية: Христо Колев)‏: ولد في 21 سبتمبر 1964 لاعب كرة قدم بلغاري سابق، لعب ودرب المنتخب البلغاري لكرة القدم. وهو حاليا المدير الفني لنادي وكوموتيف بلوفديف.
لقب بالأب، وكان يلعب في مركز خط الوسط وكان مشهورا في تنفيذ الركلات الحرة، وسجل العديد من الاهداف من مواقع مختلفة طوال 15 عاما.
شارك مع المنتخب البلغاري في كأس العالم عام 1986.

## وصلات خارجية
- خريستو كوليف على موقع الاتحاد الأوربي (الإنجليزية)
- خريستو كوليف على موقع قاعدة بيانات كرة القدم.إي يو (الإنجليزية)
- خريستو كوليف على موقع ناشيونال فوتبول تيمز (الإنجليزية)